# Il Signore degli Anelli: Le due torri
Il Signore degli Anelli - Le due torri (The Lord of the Rings: The Two Towers) è il gioco ufficiale basato sul film omonimo, con colonne sonore originali, e con luoghi e personaggi riportati fedelmente.

## Trama
Tutto ebbe inizio con la creazione dei grandi anelli. Tre furono consegnati agli Elfi, immortali, saggi e giusti fra i viventi. Sette ai re dei Nani, grandi minatori e artefici, al lavoro nelle loro sale montane. Nove anelli furono donati alla razza degli Uomini, che brama il potere più di ogni altra cosa. All'interno di questi anelli furono infuse la forza e la volontà per governare ogni razza. Ma tutti loro furono ingannati, perché venne creato un altro Anello. Nelle terre di Mordor, tra i fuochi del Monte Fato, Sauron l'Oscuro Signore, forgiò in segreto l'Unico Anello per domare tutti gli altri.

## Personaggi
- Aragorn
- Legolas
- Gimli
- Isildur

### Alleati
- Gandalf
- Boromir
- Elrond
- Théoden
- Frodo Baggins
- Soldati di Gondor
- Soldati di Rohan
- Elfi Galadrim

## Nemici comuni
- Troll
- Orchetti (Normali, Arcieri, Con Scudo)
- Goblin (Normali, Arcieri, Con Scudo)
- Nazgûl
- Uruk-hai (Normali, Arcieri, Berseker, Kamikaze)
- Warg

## Nemici occasionali
- Osservatore nell'acqua (Cancello di Moria)
- Troll di caverna (Tomba di Balin)
- Lurtz (Amon Hen)
- Sharkû (Breccia di Rohan)

## Livelli

### Prologo
Isildur si trova nella terra di Mordor a combattere contro le forze di Sauron. Questo livello è principalmente un tutorial, dove il giocatore imparerà il funzionamento del gioco.

### Colle Vento
Aragorn affronta i Nazgûl a Colle Vento per difendere il portatore dell'Anello.

### Cancello di Moria
La Compagnia dell'Anello si trova ai piedi dei cancelli di Moria e per oltrepassarli, incontreranno non poche difficoltà. Alla fine si scontreranno con l'Osservatore nell'acqua, il guardiano di Moria.

### Tomba di Balin
La Compagnia dell'Anello si trova all'interno di Moria dove affronta ondate di Goblin e un Troll di caverna.

### Amon Hen
Per proteggere Frodo, la Compagnia dell'Anello affronta gli Uruk-hai mandati da Saruman.

### Foresta di Fangorn
Aragorn, Legolas e Gimli sono sulle tracce di Merry e Pipino rapiti dagli Uruk-hai. Qui troveranno lo Stregone Bianco.

### Pianure di Rohan
Aragorn con l'aiuto di Gandalf il bianco cerca di proteggere la gente di Rohan dagli invasori di Isengard.

### Ovestfalda
Aragorn con l'aiuto dei Rohirrim difende il regno di Rohan dalla distruzione e dagli incendi degli Uruk-hai.

### Breccia di Rohan
Aragorn durante il tragitto per il Fosso di Helm viene attaccato da dei warg capeggiati da Sharkû.

### Fosso di Helm (Mura fossato)
Aragorn, Legolas, e Gimli affrontano gli Uruk-hai e le scale d'assedio sulle mura fossato.

### Fosso di Helm (Breccia nelle mura)
Aragorn tenta di difendere il cancello laterale del Fosso di Helm.

### Fosso di Helm (Cortile Trombatorrione)
Aragorn, Legolas e Gimli con l'aiuto dei Rohirrim, tentano di difendere il cancello principale del Fosso di Helm.

## Altri livelli

### Torre di Orthanc
In questo livello bisognerà fronteggiare 20 ondate di vari nemici (Uruk-hai, orchi, goblin e troll).